# یانگون ایرویز
یانگون ایرویز (به انگلیسی: Yangon Airways) یک شرکت هواپیمایی با کد یاتا YH است که در ۱۹۹۶ میلادی تأسیس شده‌است. دفتر مرکزی یانگون ایرویز در یانگون، میانمار واقع شده‌است و قطب این شرکت هواپیمایی در فرودگاه بین‌المللی یانگون قرار دارد و به ۱۶ مقصد، پرواز انجام می‌دهد.